# Андріївка (Ніжинський район)
Андрі́ївка — село в Україні, у Носівській міській громаді Ніжинського району Чернігівської області, входить до Козарівського старостинського округу. Населення становить 81 осіб. Орган місцевого самоврядування — Носівська міська рада.
Утворене в 1922-1923 шляхом зселення навколишніх хуторів.